# سمك ذهبي شائع

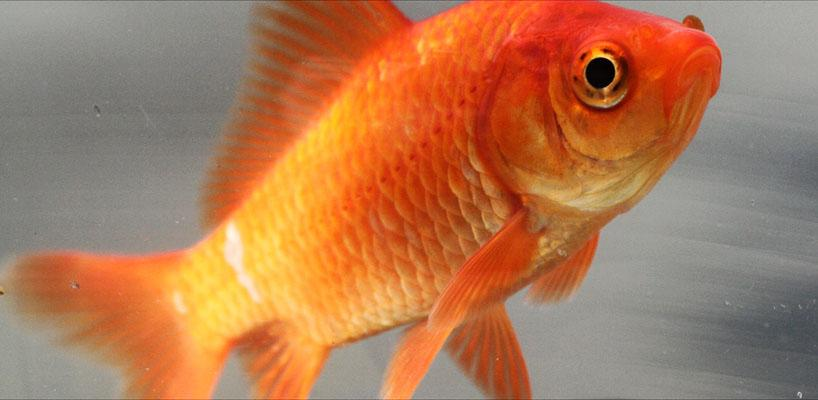
السمك الذهبي الشائع

السمك الذهبي الشائع (بالإنجليزية: Common Goldfish)‏ هي سمكة سهلة التربية، تتحمل ظروف مياه باردة وتأكل أي نوع من الغذاء، جسمها منساب و يتخد شكلا طوليا، تتخذ ألوانا مختلفة
أحمر البرتقالي الأحمر/الأبيض الأبيض/الأسود
الأصفرا الأبيض الأسود
الأصفر/الأبيض الرمادي/البني
تُعتبر سمكة الذهب من سلالات الكارب البري في شرق آسيا. معظم أنواع سمكة الذهب الفاخرة مشتقة من هذه السلالة الأساسية
السمكة الذهبية الشائعة(الجلد فش) ممكن تصير أليفة. لما تتعرف على وجه صاحبها، تبلش تسبح نحو صاحبها وقت التغذية، وتقدر حتى تتغذى بيدك. السمكة الذهبية الصغيرة عادةً تتجنب أي نوع من الاتصال مع البشر، لكن مع الوقت، يقل الخوف كلما تكبر وتكون متوسطة أو ناضجة. وهي اسماك فضولية اجتماعية مسالمة
في وجود بيئه عيش جيده، تعيش السمكة الذهبية لتبلغ حوالي 20 سنه من العمر.
أطول سمكة ذهبية عمرًا مسجلة عاشت حتى سن 43 عامًا

## الأسماك الذهبية متوسطة المناعة
ممكن تصاب بالأمراض. سبب هذه الأمراض بسبب مياه غير نظيفة أو إذا أكلت كثير السمكة الذهبية تُنتج فضلات كثيرة وتحب تحفر قاع الحوض تدور على الأكل.
في الأحواض الصغيرة، الأمراض ممكن تصير خطيرة بسرعة وتحتاج علاج. إذا شفت جروح في الزعانف أو تغيير لون القشور أو العينين، أو إفرازات من الأنف، أو تساقط القشور، أو إذا كانت تطلع فوق سطح الماء كثير، هذي علامات مرض. وفيه علاجات خاصة متوفرة في السوق لعلاج هالمشاكل.

## التسمم بالأمونيا
يحدث التسمم بالأمونيا نتيجة ارتفاع مستويات الأمونيا في الحوض. يجب إضافة مواد كيميائية لتخفيض الأمونيا إلى الحوض، وفي حالات الطوارئ يجب تغيير الماء بنسبة 25% يوميًا لمدة أسبوع حتى تخف الأعراض. يجب تجنب إضافة مواد كيميائية لتخفيض الأمونيا بمجرد انخفاض المستويات، لأن ذلك قد يُعطل الفلتر البيولوجي ويُسبب إعادة بدء دورة الحياة.

## مرض مثانة السباحة
يحدث عندما تواجه السمكة مشاكل في الطفو بسبب تراكم الغاز داخل جسمها. قد يتسبب في هذا المرض نقص الألياف، سوء جودة المياه، أو الإفراط في التغذية.الأعراض قد تبدو السمكة منتفخة أو متورمة.قد تسبح بشكل جانبي أو مقلوب.

### العلاج
اختبار المياه: تأكد من نظافة المياه.الصيام: إذا لم تتحسن الحالة، يجب أن تصوم السمكة لمدة ثلاثة أيام.
تغذية خاصة: إذا استمرت السمكة في الظهور مريضة، يجب أن تُغذى بأطعمة منخفضة البروتين والخضروات.
يتطور مرض تعفن الزعانف بسبب تآكل الزعانف نتيجة للبكتيريا. هذا المرض ينشأ من سوء جودة المياه أو الاكتظاظ أو التغيرات المفاجئة في درجات الحرارة أو عض الزعانف من أسماك عدوانية مما يؤدي إلى تمزق الزعانف وتلف أنسجة الجسم

## علاج تعفن
علاج تعفن الزعانف مبكرًا مهم لتجنب تفاقم الضرر. ابدأ بتغيير المياه إلى مياه نظيفة وأضف ملح (يفضل ملح صخري خالي من اليود) لتنظيف المياه.
إذا لم تتحسن الحالة استخدم منتجات علاج تجارية مع تغيير الماء أسبوعيًا. يساعد هذا العلاج في منع انتشار المرض وإعادة نمو الأنسجة

## البقع البيضاء طفيلي
يسبب مرض البقع البيضاء طفيلي أولي يسمى "إكثيوفثيريوس مولتيفيليس" المعروف باسم "إِشْك". يلتصق الطفيلي بجلد السمكة ويتغذى على أنسجتها ودمها مما يؤدي إلى تكاثر خلايا البشرة وتكوين بقع بيضاء بحجم رأس الدبوس على الزعانف والجسم.
ينتقل المرض عادةً من الأسماك المصابة أو المعدات الملوثة. كان يُعتبر مرضًا يصيب الأسماك الاستوائية، لكنه أصبح شائعًا بين الأسماك الذهبية. قد لا تظهر البقع البيضاء دائمًا، وقد يقتصر المرض على الخياشيم، حيث تكون العلامات الوحيدة هي زيادة معدل التنفس والخمول وانقباض الزعانف.
إذا تُركت الأسماك المصابة دون علاج، يمكن أن تستسلم بسرعة للطفيليات في أحواض صغيرة. لا يمكن القضاء على الطفيلي إلا بعد مغادرته العائل. لتسريع دورة حياة الطفيليات، يمكن رفع درجة حرارة الماء إلى ما بين ٢٧ و٣٠ درجة مئوية.
يجب أن تكون جودة الماء مثالية من حيث الأمونيا والنتريت والنترات ودرجة الحموضة. يُضاف ملح طهي عادي غير معالج باليود أو ملح أحواض السمك بتركيز ٠٫٣٪. تضاف الملعقة الأولى فورًا، والثانية بعد ١٢ ساعة، والأخيرة بعد ١٢ ساعة. بعد بضعة أيام، من المفترض أن تبدأ الأكياس بالاختفاء. تُترك السمكة في حمام الملح لبضعة أيام أخرى لتسهيل الشفاء مع خفض درجة حرارة الماء تدريجياً.

## العدوى الفطرية
تحدث بسبب نمو الفطريات مما قد يؤدي إلى عدوى طفيلية أو جروح مفتوحة تظهر أعراض العدوى مثل نموات تشبه القطن على طول الجسم والزعانف وغالبًا ما تكون نتيجة المياه الملوثة
علاج العدوى يبدأ بنقل السمكة الذهبية إلى حوض مستشفى ثم تنظيف البيئة باستخدام أزرق الميثيلين إذا كانت الحالة خطيرة يمكن تنظيف حوض السمكة الذهبية بالكامل ومن المتوقع أن تختفي العدوى الفطرية مع مرور الوقت